# Joseph Collomp

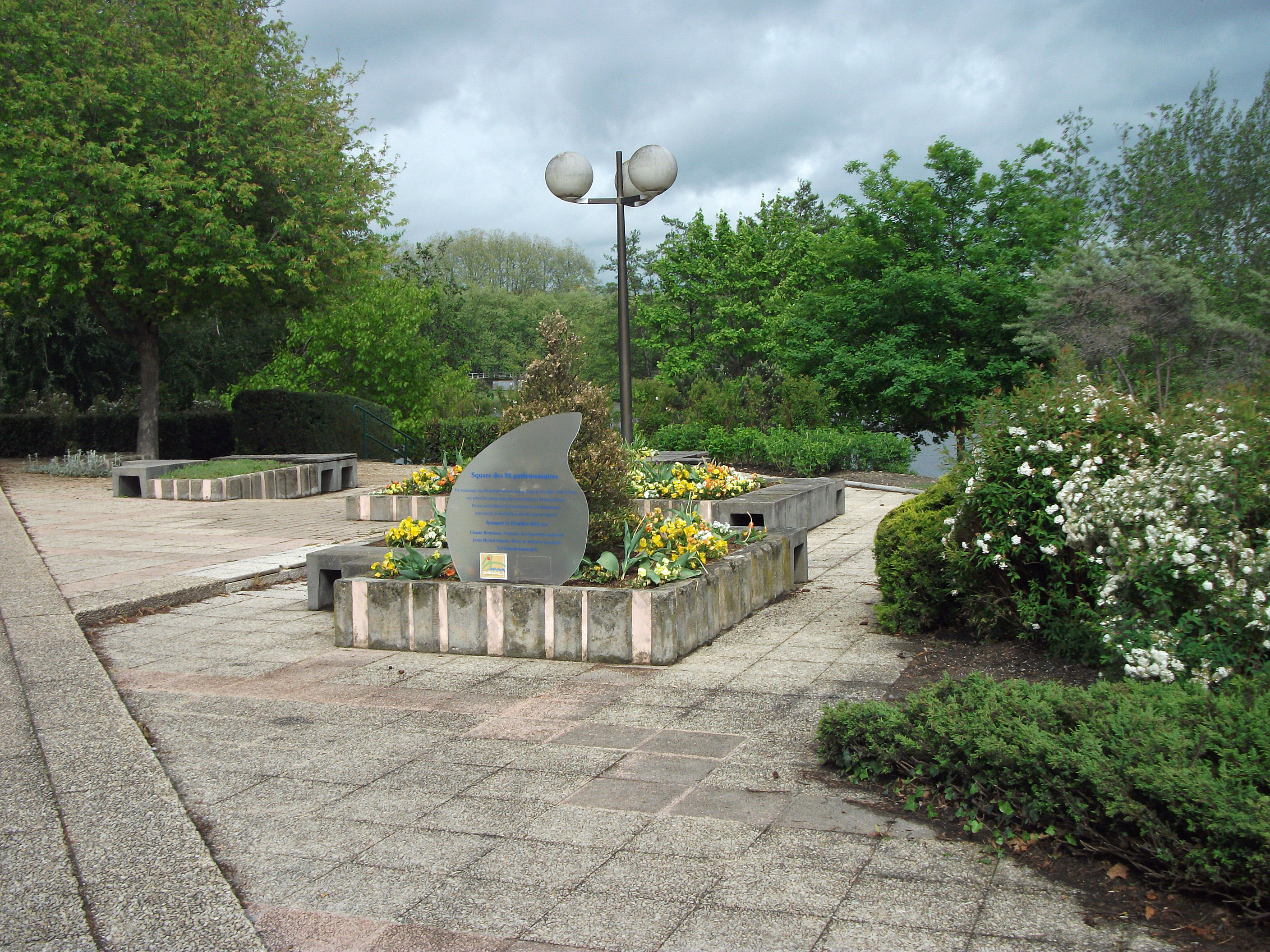
Bellerive-sur-Allier – Square des 80 Parlementaires 2014

Joseph Collomp (* 2. Januar 1865 in Flayosc; † 9. Mai 1946 in Draguignan) war ein französischer Politiker der Dritten Republik. Er gehörte zu den „quatre-vingts“, also den Politikern, die am 10. Juli 1940 gegen die diktatorischen Vollmachten für Philippe Pétain stimmten.

## Leben
Joseph Collomp, Sohn eines Schuhmacherarbeiters und einer Geburtshelferin, übte nach der Grundschule zunächst denselben Beruf wie sein Vater aus, wurde dann Handelsvertreter und schließlich selbstständiger Kaufmann in Draguignan. Er wurde 1898 zum sozialistischen Generalrat gewählt. Später war er Mitbegründer der Parti socialiste de France von Jules Guesde. Er wurde 1904 und 1910 als Generalrat wiedergewählt und 1909 zum Vizepräsidenten des Generalrats ernannt. Ab 1908 war er Mitglied des Stadtrats von Draguignan und wurde 1912 zweiter stellvertretender Bürgermeister. Im Jahr 1905 nahm er an der Gründung der Section française de l’Internationale ouvrière (SFIO) teil. Da Joseph Collomp während des Ersten Weltkriegs nicht eingezogen wurde, blieb er im Département Var und wurde zu einem der aktivsten Führer des Generalrats.
Bei den Kantonalwahlen von 1919 trat er nicht erneut an. 1925 wurde er auf einer Liste des Cartel des gauches zum Bürgermeister von Draguignan gewählt. 1929 und 1935 wurde er wiedergewählt, ebenfalls auf einer gemeinsamen Liste von SFIO, Parti radical und Socialistes indépendants. Er ließ ein Mädchengymnasium, eine Sparkasse, ein Hospiz für alte Menschen und ein Kinderheim bauen.
1928 kandidierte Joseph Collomp, von seiner Partei aufgefordert, bei den Nachwahlen zum Kanton Comps-sur-Artuby und wurde gewählt. Er wurde 1931 wiedergewählt, trat 1937 jedoch nicht erneut an. Während seiner Zeit im Generalrat war Joseph Collomp von 1928 bis 1930 Sekretär der Departementsversammlung, von 1930 bis 1933 Vizepräsident und von 1934 bis 1937 das älteste Mitglied.
Er führte die Demonstration am 12. Februar 1934 in Draguignan an, die wie in anderen französischen Städten als Reaktion auf die Unruhen vom 6. Februar 1934 organisiert wurde.
Bei den Parlamentswahlen 1936 nominierte ihn die SFIO als Kandidaten für den Wahlkreis Draguignan, da er als der Einzige erschien, der es der Sozialistischen Partei ermöglichen konnte, diesen Sitz zu behalten. Er wurde im zweiten Wahlgang mit 11.911 Stimmen von 23.244 registrierten Wählern gewählt. Der Abgeordnete Collomp saß im Ausschuss für die allgemeine Verwaltung der Départements und der Gemeinden sowie im Ausschuss für Endabrechnungen und Einsparungen.
Am 18. Juli 1940 stimmte er gegen die Erteilung der vollen Vollmachten an Philippe Pétain. Am 11. Dezember 1940 wurde er vom Vichy-Regime von seinem Amt als Bürgermeister suspendiert und nach dem Einmarsch der Deutschen in die freie Zone von den deutschen Behörden ausgewiesen. Joseph Collomp leitete die Sonderdelegation, die am 18. August 1944 nach der Landung der amerikanischen und französischen Truppen in der Provence eingesetzt wurde. Er zog sich im Mai 1945 aus dem politischen Leben zurück, da er sich weigerte, die SFIO-Liste bei den Kommunalwahlen anzuführen.
Er wurde 1933 zum Ritter der Ehrenlegion ernannt. Das Gemeindezentrum in Draguignan trägt seinen Namen. Joseph Collomp wurde nach einer zivilen Beerdigung beigesetzt und ließ auf seinem Grabstein eingravieren: „Il fut des quatre-vingts“ (Er war einer der achtzig).